# ناو کلاس تنریو
کروزر کلاس تنریو (به انگلیسی: Tenryū-class cruiser) یک کلاس از کشتی است که طول آن ۱۴۲٫۹ متر (۴۶۸ فوت ۱۰ اینچ) می‌باشد.